# Mallersdorf (Schwarzhofen)
Mallersdorf ist ein Ortsteil der Gemeinde Schwarzhofen im Oberpfälzer Landkreis Schwandorf in Bayern.

## Geographische Lage
Der Weiler befindet sich ungefähr 5 Kilometer südwestlich von Schwarzhofen zwischen den Bergen Steinriegel und Bürschling inmitten eines ausgedehnten Waldgebietes auf dem Westhang eines Höhenrückens, der sich nordöstlich des Auerbachs in Nordwest - Südostrichtung zwischen Schwarzach und Geratshofen hinzieht. Er wird von folgenden Bergen gebildet (von Nord nach Süd): Stabberg (465 m), Herzogberg (516 m), Tannenberg (535 m), Buchenberg (526 m), Atlasberg (568 m), Steinriegel (541 m) und Bürschling (496 m). 

## Geschichte
Mallersdorf (auch Neulinstorf (?), Neunlestorf (?), Mollerstorf) wurde 1285 und 1326 im Urbar erwähnt.
In den Musterungsregistern wurden für Mallersdorf 1522, 1572 je drei Mannschaften erfasst, 1661 nach Ende des Dreißigjährigen Krieges fünf Mannschaften.
1622 wird der Ort mit einem Gut, einer Sölde und zwei Inwohnern aufgeführt.
Für den Zeitraum von 1631 bis 1762 ist Mallersdorf immer zusammen mit dem benachbarten Geratshofen verzeichnet, so dass nur die Summen für diese beiden Dörfer verfügbar sind:
- 1631: ein Hof, zwei Güter, ein Häusel, ein Inwohner (Hütmann), 17 Rinder und zwei Schweine
- 1661: ein Hof, zwei Güter, ein Häusel, ein Inwohner (Hütmann), 19 Rinder, drei Schweine und 5 Ziegen
- 1762: 7 Anwesen, ein Nebenhäusl, ein Hüthaus, 6 Inwohner (darunter zwei Tagwerker und ein Hüter), 13 Herdstätten[5]

Ende des 18. Jahrhunderts gab es in Mallersdorf drei Anwesen, eins davon zum Kloster Walderbach grundbar.
Entsprechend einer Verordnung von 1808 wurde das Landgericht Neunburg vorm Wald in 55 Steuerdistrikte unterteilt.
Der Steuerdistrikt Grasdorf bestand aus den Ortschaften Demeldorf, Geratshofen, Grasdorf, Höfen bei Grasdorf und Mallersdorf.
Mallersdorf hatte zu dieser Zeit drei Anwesen und 23 Einwohner.
1820 wurden Ruralgemeinden gebildet. Dabei entstand die Ruralgemeinde Demeldorf, die aus den Ortschaften Demeldorf mit 7 Familien, Geratshofen mit 7 Familien, Grasdorf mit 6 Familien, Höfen bei Grasdorf mit drei Familien und Mallersdorf mit vier Familien bestand.
Zum Stichtag 23. März 1913 (Osterfest) wurde Mallersdorf als Teil der Pfarrei Schwarzhofen mit 6 Häusern und 33 Einwohnern aufgeführt.
Durch die Eingliederung der Gemeinde Demeldorf in die Gemeinde Schwarzhofen 1960 gelangte auch Mallersdorf dorthin.
Am 31. Dezember 1990 hatte der Ort 50 Einwohner und gehörte zur Pfarrei Schwarzhofen.